# Шангараєв Рустам Марсельович
Рустам Марсельович Шангараєв (рос. Рустам Марсельевич Шангараев; 2 травня 1980, м. Альметьєвськ, СРСР) — російський хокеїст, правий нападник. Виступає за «Нафтовик» (Альметьєвськ) у Вищій хокейній лізі.   
Вихованець хокейної школи «Нафтовик» (Альметьєвськ). Виступав за команди: «Нафтовик» (Альметьєвськ), «Южний Урал» (Орськ).